# Volby do Poslanecké sněmovny Parlamentu České republiky 2025
Volby do Poslanecké sněmovny Parlamentu ČR se uskuteční ve dnech 3. a 4. října 2025. Toto datum stanovil prezident republiky na základě zákona o volbách do Parlamentu České republiky. Zvoleno bude 200 poslanců. Volby se konají v řádném termínu čtyř let od předchozích voleb v roce 2021. Jedná se o první volby v České republice, při kterých je možné využít korespondenční hlasování.

## Předvolební dění
Ve volbách do Poslanecké sněmovny Parlamentu České republiky 2021 skončila na prvním místě s 27,8 % hlasů liberálně konzervativní koalice SPOLU (skládající se z Občanské demokratické strany (ODS), KDU-ČSL a TOP 09). Druhé skončilo ANO 2011 a třetí liberální koalice Piráti a Starostové. Svoboda a přímá demokracie byla jedinou další stranou, která získala mandáty. SPOLU sestavilo vládu s Piráty a Starosty a premiérem se stal Petr Fiala z ODS.
Lídr Starostů a nezávislých Vít Rakušan brzy po volbách v roce 2021 řekl, že jeho strana bude v příštích volbách kandidovat jako jedna strana a nebude pokračovat v koalici s Pirátskou stranou. Podle interní analýzy Pirátské strany Starostové porušili společnou dohodu tím, že požádali své voliče, aby dali jejich kandidátům preferenční hlasy na společné listině, což vedlo k tomu, že byli zvoleni pouze čtyři pirátští poslanci.
Dne 8. února 2023 Andrej Babiš oznámil, že omezí svou roli v hnutí ANO 2011. Zůstal ve funkci poslance a předsedy hnutí, hlavními tvářemi strany se ale stali Karel Havlíček a Alena Schillerová a Havlíček se stal šéfem stínové vlády. Babiš označil Havlíčka za budoucího premiéra České republiky. V průběhu roku 2024 však Babiš opakovaně vyjádřil svůj zájem stát se premiérem, přičemž se spekulovalo, že v případě volebního úspěchu by se tak mohl ve věku 71 let stát vůbec nejstarším předsedou vlády ze všech zemí Evropské unie.
V srpnu 2025 podalo hnutí Přísaha a strana Volt Česko žalobu, kterou žádají zrušení kandidátních listin SPD, Stačilo! a Pirátů kvůli údajnému obcházení 8%, respektive 11% volební hranice pro koalice s tím, že tato uskupení jsou ve skutečnosti nepřiznané koalice a mělo by se na ně tedy vztahovat vyšší volební kvórum.
|        |                                  |        |     |  |  |  |
| Strana | Strana                           | Křesla | +/– |  |  |  |
|        | ANO 2011                         | 71     | –7  |  |  |  |
|        | Občanská demokratická strana     | 35     | +10 |  |  |  |
|        | STAROSTOVÉ A NEZÁVISLÍ           | 33     | +27 |  |  |  |
|        | KDU-ČSL                          | 22     | +12 |  |  |  |
|        | Svoboda a přímá demokracie (SPD) | 19     | –3  |  |  |  |
|        | TOP 09                           | 14     | +7  |  |  |  |
|        | Česká pirátská strana            | 4      | –18 |  |  |  |
|        | nezařazení                       | 2      | +2  |  |  |  |

## Předvolební průzkumy

Graf průzkumů provedených od voleb v roce 2021

## Kandidující subjekty
Krajské úřady a Magistrát hlavního města Prahy zaregistrovali v srpnu 2025 celkem 26 kandidujících uskupení.
| Název | Název                                       | Logo                                            | Volební číslo | Počet kandidátů | Kraje | Lídr[zdroj?]       | Foto | Poznámka |
| ----- | ------------------------------------------- | ----------------------------------------------- | ------------- | --------------- | ----- | ------------------ | ---- | --- |
|       | ANO 2011                                    |                                                 | 22            | 342             | 14    | Andrej Babiš       |      | |
|       | Balbínova poetická strana                   |                                                 | 21            | 12              | 1     |                    |      | |
|       | Česká pirátská strana                       |                                                 | 16            | 343             | 14    | Zdeněk Hřib        |      | podpora: Mourek – politická strana; Strana zelených |
|       | Česká republika na 1. místě!                |                                                 | 10            | 273             | 14    | Ladislav Vrabel    |      | podpora: Sdružení pro republiku – Republikánská strana Československa Miroslava Sládka |
|       | ČSSD – Česká suverenita sociální demokracie |                                                 | 7             | 338             | 14    | Jiří Paroubek      |      | podpora: DOMOV; Směr Česká republika |
|       | Hnutí Generace                              | Logo českého politického hnutí Generace         | 15            | 53              | 14    |                    |      | |
|       | Hnutí Kruh                                  |                                                 | 24            | 47              | 3     |                    |      | |
|       | Hnutí občanů a podnikatelů                  |                                                 | 14            | 15              | 14    |                    |      | |
|       | Jasný Signál Nezávislých                    |                                                 | 3             | 162             | 14    | Vladimír Štěpán    |      | |
|       | Koruna Česká                                |                                                 | 17            | 143             | 9     | Václav Srb         |      | podpora: Konzervativní strana |
|       | Levice                                      |                                                 | 9             | 100             | 14    |                    |      | |
|       | Moravské zemské hnutí                       |                                                 | 2             | 83              | 4     | Pavel Trčala       |      | |
|       | Motoristé sobě                              |                                                 | 20            | 340             | 14    | Filip Turek        |      | předsedou strany je k 16. srpnu 2025 Petr Macinka podpora: Strana soukromníků České republiky |
|       | Nevolte Urza.cz                             | Logo českého anarchokapitalistického hnutí Urza | 13            | 1               | 1     |                    |      | |
|       | Přísaha občanské hnutí                      |                                                 | 8             | 343             | 14    | Robert Šlachta     |      | podpora: Hlas samospráv; Hnutí PES; Změna 2020 |
|       | Rebelové                                    |                                                 | 1             | 29              | 5     | Miloslav Zientek   |      | |
|       | SPOLU                                       |                                                 | 11            | 343             | 14    | Petr Fiala         |      | koalice Občanské demokratické strany, KDU-ČSL a TOP 09 |
|       | Stačilo!                                    |                                                 | 25            | 342             | 14    | Kateřina Konečná   |      | předsedou hnutí byl v době konání voleb Daniel Sterzik podpora: Česká strana národně sociální; Komunistická strana Čech a Moravy; Moravané; Sociální demokracie; Spojení demokraté – Sdružení nezávislých |
|       | SMS – Stát Má Sloužit                       |                                                 | 5             | 49              | 14    |                    |      | |
|       | Starostové a nezávislí                      |                                                 | 23            | 343             | 14    | Vít Rakušan        |      | podpora: JsmePRO!; Karlovarská občanská alternativa; Starostové pro Liberecký kraj; Východočeši |
|       | Svoboda a přímá demokracie (SPD)            |                                                 | 6             | 343             | 14    | Tomio Okamura      |      | podpora: PRO Právo Respekt Odbornost; Svobodní; Trikolora; |
|       | Švýcarská demokracie                        |                                                 | 12            | 57              | 11    |                    |      | |
|       | Voluntia                                    |                                                 | 26            | 74              | 14    | Tomáš Roud         |      | statutárem strany je k 16. srpnu 2025 Dominik Hais |
|       | Volt Česko                                  |                                                 | 18            | 95              | 14    | Mikuláš Peksa      |      | předsedou strany je k 16. srpnu 2025 Adam Hanka |
|       | Volte Pravý Blok www.cibulka.net            |                                                 | 19            | 25              | 1     | Petr Cibulka       |      | |
|       | Výzva 2025                                  |                                                 | 4             | 178             | 14    | Karolína Kubisková |      | |

Hnutí Ano lepší Česko s mimozemšťany a občany motoristy ještě v srpnu 2025 stáhlo své kandidátní listiny. Demokratická strana zelených – Za práva zvířat podala kandidátní listinu jen v Plzeňském kraji, tato kandidátní listina se však neobjevila na seznamu zaregistrovaných kandidátních listin.
Dne 19. srpna byly jednotlivým kandidujícím subjektům Státní volební komisí přiřazena vylosovaná volební čísla.